# Scelotes montispectus
Scelotes montispectus là một loài thằn lằn trong họ Scincidae. Loài này được Bauer, Whiting, Sadlier mô tả khoa học đầu tiên năm 2003.